# Paracanoë aux Jeux paralympiques d'été de 2020
Navigation
Rio 2016 Paris 2024
Les épreuves de Paracanoë des Jeux paralympiques d'été de 2020 qui devaient avoir lieu du 3 septembre 2020 au 5 septembre 2020 à Tokyo, plus précisément sur le canal de la Forêt de la Mer (Sea Forest Waterway ) dans la baie de Tokyo, le même site que pour les épreuves olympiques de Canoë de course en ligne, ont été reportées en 2021. 9 épreuves (5 masculine, 4 féminine) sont prévues avec 90 athlètes attendus pour y prendre part.
Pour cette olympiade, la catégorie Va'a, la pirogue polynésienne, fait son apparition . Cette catégorie est présente depuis les Championnats du monde de course en ligne de canoë-kayak de 2010 alors que la fédération internationale de Va'a organise son propre championnat du monde pour les valides.

## Classification
Le canoë aux Jeux paralympiques comporte trois catégories de classification, indiquant le degré de la capacité fonctionnelle d'un rameur à concourir à une épreuve.
Les trois catégories sont :
- KL1 (anciennement AS) : athlètes ne pouvant se servir ni de leurs jambes, ni de leur tronc, uniquement de leurs bras et épaules.
- KL2 (anciennement TA) : athlètes n'ayant pas l'usage de leurs jambes.
- KL3 (anciennement LTA) : signifie « jambes, tronc et bras » (legs, trunk and arms), et indique que l'athlète est capable d'utiliser toutes ces parties de son corps pour ce sport. Cette catégorie inclut divers handicaps moteurs et physiques. Les handicaps mentaux sont inclus dans cette catégorie. Les handicapés visuels doivent se bander les yeux.

Un rameur peut concourir dans une catégorie supérieure, mais pas à un niveau inférieur : les rameurs AS et TA peuvent participer à des événements LTA, mais un athlète LTA ne peut participer à une course TA.
La classification en para-va'a suit la même logique.

## Calendrier
| C | Jour de compétition | 4 | Nombre de finales |

| Jour de compétition (août / septembre) | Jour de compétition (août / septembre) | Jour de compétition (août / septembre) | Jour de compétition (août / septembre) | Jour de compétition (août / septembre) | Jour de compétition (août / septembre) | Jour de compétition (août / septembre) | Jour de compétition (août / septembre) | Jour de compétition (août / septembre) | Jour de compétition (août / septembre) | Jour de compétition (août / septembre) | Jour de compétition (août / septembre) | Jour de compétition (août / septembre) |
| Mar 24                                 | Mer 25                                 | Jeu 26                                 | Ven 27                                 | Sam 28                                 | Dim 29                                 | Lun 30                                 | Mar 31                                 | Mer 1                                  | Jeu 2                                  | Ven 3                                  | Sam 4                                  | Dim 5                                  |
| -------------------------------------- | -------------------------------------- | -------------------------------------- | -------------------------------------- | -------------------------------------- | -------------------------------------- | -------------------------------------- | -------------------------------------- | -------------------------------------- | -------------------------------------- | -------------------------------------- | -------------------------------------- | -------------------------------------- |
|                                        |                                        |                                        |                                        |                                        |                                        |                                        |                                        |                                        | C                                      | 4                                      | 5                                      |                                        |

## Résultats

### Podiums

#### Hommes
| Épreuve | Or                                      | Argent                                      | Bronze                             |
| ------- | --------------------------------------- | ------------------------------------------- | ---------------------------------- |
| KL1     | Peter Kiss (HUN) 45 s 447               | Luis Carlos Cardoso da Silva (BRA) 48 s 031 | Rémy Boullé (FRA) 48 s 917         |
| KL2     | Curtis McGrath (AUS) 41 s 426           | Mykola Syniuk (UKR) 42 s 503                | Federico Mancarella (ITA) 42 s 574 |
| KL3     | Serhii Yemelianov (UKR) 40 s 355        | Leonid Krylov (RPC) 40 s 464                | Robert Oliver (GBR) 41 s 268       |
| VL2     | Fernando Rufino de Paulo (BRA) 53 s 077 | Steven Haxton (USA) 55 s 093                | Norberto Mourão (POR) 55 s 365     |
| VL3     | Curtis McGrath (AUS) 50 s 537           | Giovane Vieira de Paula (BRA) 52 s 148      | Stuart Wood (GBR) 52 s 760         |

#### Femmes
| Épreuve | Or                               | Argent                           | Bronze                                   |
| ------- | -------------------------------- | -------------------------------- | ---------------------------------------- |
| KL1     | Edina Müller (GER) 53 s 958      | Maryna Mazhula (UKR) 54 s 805    | Katherinne Wollermann (CHI) 55 s 921     |
| KL2     | Charlotte Henshaw (GBR) 50 s 760 | Emma Wiggs (GBR) 51 s 409        | Katalin Varga (HUN) 52 s 622             |
| KL3     | Laura Sugar (GBR) 49 s 582       | Nélia Barbosa (FRA) 51 s 558     | Felicia Laberer (GER) 51 s 868           |
| VL2     | Emma Wiggs (GBR) 57 s 028        | Susan Seipel (AUS) 1 min 1 s 481 | Jeanette Chippington (GBR) 1 min 2 s 149 |

### Tableau des médailles
| Rang  | Nation          | Or | Argent | Bronze | Total |
| ----- | --------------- | -- | ------ | ------ | ----- |
| 1     | Grande-Bretagne | 3  | 1      | 3      | 7     |
| 2     | Australie       | 2  | 1      | 0      | 3     |
| 3     | Ukraine         | 1  | 2      | 0      | 3     |
| 3     | Brésil          | 1  | 2      | 0      | 3     |
| 5     | Allemagne       | 1  | 0      | 1      | 2     |
| 5     | Hongrie         | 1  | 0      | 1      | 2     |
| 7     | France          | 0  | 1      | 1      | 2     |
| 8     | RPC             | 0  | 1      | 0      | 1     |
| 8     | États-Unis      | 0  | 1      | 0      | 1     |
| 10    | Chili           | 0  | 0      | 1      | 1     |
| 10    | Italie          | 0  | 0      | 1      | 1     |
| 10    | Portugal        | 0  | 0      | 1      | 1     |
| Total | Total           | 9  | 9      | 9      | 27    |